# Eva Dawes
Eva Dawes, född 17 september 1912 i Toronto, död 30 maj 2009 i Thames Ditton i Surrey, var en kanadensisk friidrottare.
Dawes blev olympisk bronsmedaljör i höjdhopp vid sommarspelen 1932 i Los Angeles.